# 18969 Валфройдман
18969 Валфройдман (18969 Valfriedmann) — астероїд головного поясу, відкритий 29 серпня 2000 року.
Тіссеранів параметр щодо Юпітера — 3,594.